# Anthurium jimenae
Anthurium jimenae är en kallaväxtart som beskrevs av Thomas Bernard Croat. Anthurium jimenae ingår i släktet Anthurium och familjen kallaväxter. Inga underarter finns listade.